# Canton de Taymouth
Le Canton de Taymouth est une civil township (Canton civil) du Comté de Saginaw, dans l'État américain du Michigan. Au recensement de 2010, sa population était de 4 520 habitants.

## Communautés
Burt est à la fois un secteur non constitué en municipalité dans le canton et une census-designated place afin de réaliser des statistiques. Burt est situé au sud-ouest du canton de Taymouth.
Fosters est un secteur non constitué en municipalité situé dans le canton. Elle se situe entre les deux segments de Busch Road (à l’ouest et au sud-est) et est bordé à l'est et au Nord par un chemin de fer et Dorwood Road. Elle comprend essentiellement les rues Saginaw Road, Fosters Road, Railroad Street, Hasting Street et Washington Street,. Fosters est situé au nord-ouest du canton de Taymouth.
Morseville est un secteur non constitué en municipalité situé dans le canton. Morseville est situé au sud du canton de Taymouth le long de East Burt Roads,. Le pont de Morseville sur la rivière Flint est inscrit au registre national des lieux historiques.
Taymouth est un secteur non constitué en municipalité dans le canton. Il est localisé aux coordonnées suivantes : 43°14'34.0"N 83°52'26.0"W sur Seymour Road entre les chemins East Birch Run et East Burt Road. Un bureau de poste y a fonctionné du 18 janvier 1858 au 30 juin 1903.

## Géographie
Selon le Bureau du recensement des États-Unis, le canton a une superficie totale de 35,7 miles carrés (92 km²), dont 35,6 miles carrés (92 km²) sont des terres et 0,1 mile carré (0,26 km²) (0,34%) sont des eaux.

## Données démographiques
Selon le recensement  de 2000, 4 624 personnes, 1 583 ménages et 1 296 familles résidaient dans le canton. La densité de population était de 50,2 habitants par km2. Il y avait 1 661 unités de logement à une densité moyenne de 18 par km2. La composition raciale du canton était la suivante: 95,61 % de Blancs, 0,65 % d’ Afro-Américains, 0,67 % d’Amérindiens, 0,19% d’Asiatiques, 0,13 % d’insulaires du Pacifique, 0,82 % d’autres races et 1,92 % de deux races ou plus. Les Hispaniques ou les Latino-Américains, toute races confondues, représentaient 3,44 % de la population.
Il y avait 1 583 ménages, dont 39,7 % avaient des enfants de moins de 18 ans vivant avec eux, 67,8 % étaient des couples mariés vivant ensemble, 9,2 % étaient des femmes propriétaires sans mari et 18,1 % vivaient seuls. 14,5 % de tous les ménages étaient composés d'une seule personne et 5,8 % comptaient une personne seule âgée de 65 ans ou plus. La taille moyenne des ménages était de 2,90 et celle des familles de 3,20.
Dans le canton, la population était répartie comme suit : 28,2 % de moins de 18 ans, 8,5 % de 18 à 24 ans, 30,5 % de 25 à 44 ans, 24,8 % de 45 à 64 ans et 8,1 % âgés de 65 ans ou plus. L'âge médian était de 35 ans. Pour 100 femmes, il y avait 102,4 hommes. Pour 100 femmes de 18 ans et plus, il y avait 99,6 hommes.
Le revenu médian d'un ménage du canton était de 46 581 $ et celui d'une famille était de 51 420 $. Le revenu médian des hommes était de 41 696 $ contre 22 458 $ pour les femmes. Le revenu par habitant du canton était de 18 054 $. Environ 6,4 % des familles et 9,2 % de la population vivaient sous le seuil de pauvreté, dont 13,7 % des moins de 18 ans et 4,9 % des 65 ans et plus.